# Liste der Bahnhöfe und Haltepunkte in München

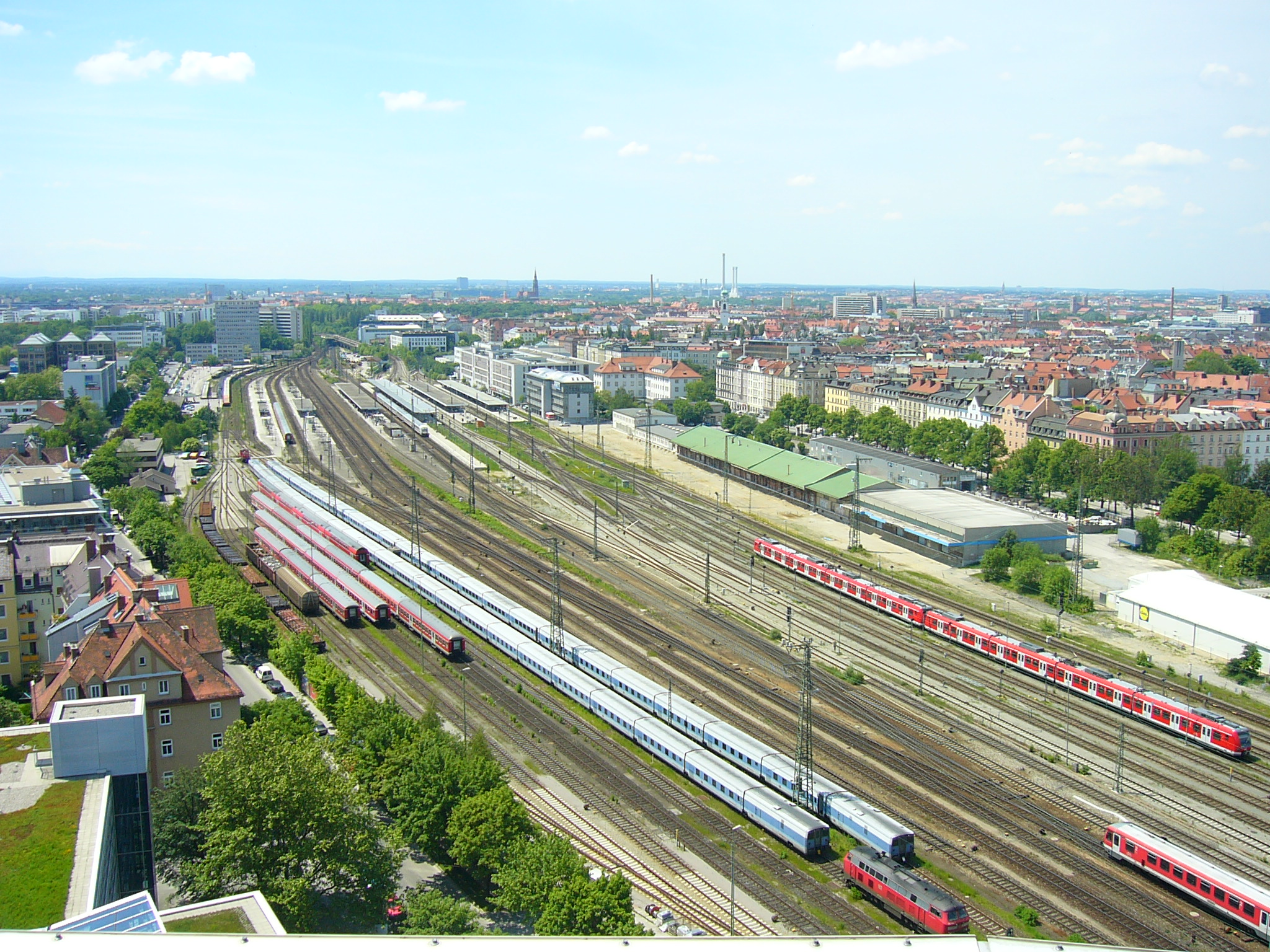
Luftbild des Ostbahnhofes

Diese Liste der Bahnhöfe und Haltepunkte in München enthält alle Bahnstationen, die sich in der Landeshauptstadt München befinden beziehungsweise befunden haben. München ist der größte Eisenbahnknoten in Bayern, im Stadtgebiet gibt es heute 46 Personenbahnhöfe in Betrieb und 13 stillgelegte. Zahlreiche Stationen werden nur noch von der Münchner S-Bahn bedient. In der Stadt bestehen derzeit acht Güterbahnhöfe, der größte davon ist der Rangierbahnhof München Nord.

## Personenbahnhöfe

### Stationen in Betrieb

#### Legende
- Station: In dieser Spalte befindet sich der Name der Station und ein Link zu einer Lagekarte der Station.
- Art: In dieser Spalte wird die Art der Station genannt. Folgende Angaben sind möglich:
  - Bf: Bahnhof
  - Bft: Bahnhofsteil
  - Hp: Haltepunkt
- Eröffnung: In dieser Spalte ist das Eröffnungsdatum der jeweiligen Station angegeben.
- Bahnstrecke: In dieser Spalte wird die Bahnstrecke, an der der Bahnhof liegt, aufgeführt.
- FV: Wenn in dieser Spalte FV steht, bedienen Fernverkehrszüge den Bahnhof.
- RV: Wenn in dieser Spalte RV steht, bedienen Regionalverkehrszüge den Bahnhof.
- S: Wenn sich in dieser Spalte ein S befindet, wird der Bahnhof von S-Bahn-Zügen der S-Bahn München bedient.
- Anmerkungen: Hier sind Anmerkungen zur Geschichte des Bahnhofes angegeben.
- Stadtteil: In dieser Spalte ist der Stadtteil angegeben, in dem sich die Station befindet.
- Bild: Hier befindet sich ein Bild, falls eines vorhanden ist.

#### Stationsübersicht
| Station                                              | Art | Gl. | Eröffnung     | Bahnstrecke | FV | RV | S | Anmerkungen                                                                                     | Stadtteil                   | Bild |
| ---------------------------------------------------- | --- | --- | ------------- | --- | -- | -- | - | ----------------------------------------------------------------------------------------------- | --------------------------- | ---- |
| Allach ⊙                                             | Bf  | 2   | 14. Nov. 1867 | München–Treuchtlingen |    |    | S |                                                                                                 | Allach                      |      |
| Aubing ⊙                                             | Hp  | 2   | 1. Mai 1873   | München–Buchloe |    |    | S |                                                                                                 | Aubing                      |      |
| Berg am Laim ⊙                                       | Hp  | 2   | 1. Mai 1897   | München–Rosenheim München–Simbach                                                                                            |    |    | S | bis 1. Mai 1915 an der Strecke München–Rosenheim, ab 1. Mai 1916 an der Strecke München–Simbach | Berg am Laim                |      |
| Daglfing ⊙                                           | Bf  | 2   | 5. Juni 1909  | München Ost–München Flughafen                                                                                                |    |    | S |                                                                                                 | Daglfing                    |      |
| Donnersbergerbrücke ⊙                                | Bf  | 4   | 1. Sep. 1895  | S-Bahn-Stammstrecke |    | RV | S | bis 1920 Centralwerkstätte, danach Hauptwerkstätte, ab 1971 Donnersbergerbrücke                 | Neuhausen                   |      |
| Englschalking                                        | Hp  | 2   | 9. Juli 1910  | München Ost–München Flughafen                                                                                                |    |    | S |                                                                                                 | Englschalking               |      |
| Fasanerie ⊙                                          | Hp  | 2   | 1. Mai 1896   | München–Regensburg |    |    | S |                                                                                                 | Fasanerie-Nord              |      |
| Fasangarten ⊙                                        | Hp  | 2   | 10. Okt. 1898 | München Ost–Deisenhofen |    |    | S | bis zum 4. Februar 1904 Fasanengarten                                                           | Fasangarten                 |      |
| Feldmoching ⊙                                        | Bf  | 3   | 3. Nov. 1858  | München–Regensburg |    | RV | S |                                                                                                 | Feldmoching                 |      |
| Freiham                                              | Hp  | 2   | 14. Sep. 2013 | München-Pasing–Herrsching |    |    | S | Wiedereröffnung in veränderter Lage; alter Bahnhof 1975 stillgelegt                             | Aubing                      |      |
| Giesing ⊙                                            | Bf  | 3   | 10. Okt. 1898 | München Ost–Deisenhofen München-Giesing–Kreuzstraße                                                                          |    |    | S |                                                                                                 | Giesing                     |      |
| Hackerbrücke ⊙                                       | Bf  | 2   | 28. Mai 1972  | S-Bahn-Stammstrecke |    |    | S |                                                                                                 | Maxvorstadt Ludwigsvorstadt |      |
| Harras ⊙                                             | Hp  | 2   | 1. Mai 1896   | München–Lenggries |    | RV | S | bis zum 28. Mai 1972 Forstenrieder Straße                                                       | Sendling                    |      |
| Harthaus ⊙                                           | Hp  | 2   | 5. Okt. 1947  | München-Pasing–Herrsching |    |    | S | auf der Stadtgrenze zu Germering                                                                | Aubing                      |      |
| Hauptbahnhof ⊙ (Haupthalle)                          | Bf  | 16  | 1. Sep. 1839  | München–Treuchtlingen München–Regensburg München–Rosenheim München–Lenggries München–Garmisch-Partenkirchen München–Augsburg | FV | RV |   |                                                                                                 | Ludwigsvorstadt             |      |
| Hauptbahnhof (tief) ⊙                                | Bft | 2   | 28. Apr. 1972 | S-Bahn-Stammstrecke |    |    | S |                                                                                                 | Ludwigsvorstadt             |      |
| Hauptbahnhof Gl. 27–36 ⊙ (Starnberger Flügelbahnhof) | Bft | 10  | 1893          | München–Lenggries München–Garmisch-Partenkirchen                                                                             |    | RV | S |                                                                                                 | Ludwigsvorstadt             |      |
| Hauptbahnhof Gl. 5–10 ⊙ (Holzkirchner Flügelbahnhof) | Bft | 6   | 30. Apr. 1921 | München–Rosenheim |    | RV |   |                                                                                                 | Ludwigsvorstadt             |      |
| Heimeranplatz ⊙                                      | Hp  | 3   | 26. Sep. 1982 | München–Lenggries München-Pasing–München-Mittersendling                                                                      |    |    | S |                                                                                                 | Westend                     |      |
| Hirschgarten ⊙                                       | Hp  | 2   | 13. Dez. 2009 | S-Bahn-Stammstrecke |    |    | S |                                                                                                 | Neuhausen                   |      |
| Isartor ⊙                                            | Bf  | 2   | 28. Mai 1972  | S-Bahn-Stammstrecke |    |    | S |                                                                                                 | Altstadt Lehel              |      |
| Johanneskirchen ⊙                                    | Bf  | 2   | 5. Juni 1909  | München Ost–München Flughafen                                                                                                |    |    | S |                                                                                                 | Johanneskirchen             |      |
| Karlsfeld ⊙                                          | Hp  | 2   | 1. Mai 1896   | München–Treuchtlingen |    |    | S | auf der Stadtgrenze zu Karlsfeld                                                                | Allach                      |      |
| Karlsplatz ⊙                                         | Hp  | 2   | 28. Mai 1972  | S-Bahn-Stammstrecke |    |    | S |                                                                                                 | Ludwigsvorstadt Altstadt    |      |
| Laim ⊙                                               | Bf  | 3   | 30. Aug. 1894 | S-Bahn-Stammstrecke |    |    | S |                                                                                                 | Laim Nymphenburg            |      |
| Langwied ⊙                                           | Hp  | 2   | 6. Jan. 1947  | München–Augsburg |    |    | S |                                                                                                 | Aubing Obermenzing          |      |
| Leienfelsstraße ⊙                                    | Hp  | 2   | 27. Sep. 1970 | München–Buchloe |    |    | S |                                                                                                 | Aubing                      |      |
| Leuchtenbergring ⊙                                   | Bft | 4   | 28. Mai 1972  | München–Simbach München–Rosenheim München Ost–München Flughafen                                                              |    |    | S |                                                                                                 | Berg am Laim Haidhausen     |      |
| Lochhausen ⊙                                         | Bf  | 2   | 25. Aug. 1839 | München–Augsburg |    |    | S |                                                                                                 | Lochhausen                  |      |
| Marienplatz ⊙                                        | Hp  | 2   | 28. Mai 1972  | S-Bahn-Stammstrecke |    |    | S |                                                                                                 | Altstadt                    |      |
| Mittersendling ⊙                                     | Bf  | 2   | 24. Juni 1854 | Bahnstrecke München–Lenggries München-Pasing–München-Mittersendling                                                          |    |    | S |                                                                                                 | Sendling                    |      |
| Moosach ⊙                                            | Bf  | 3   | 1. Dez. 1892  | München–Regensburg |    | RV | S |                                                                                                 | Moosach                     |      |
| Neuaubing ⊙                                          | Bf  | 2   | 20. Nov. 1905 | München-Pasing–Herrsching |    |    | S | bis zum 1. Oktober 1908 Zentralwerkstätte Aubing                                                | Aubing                      |      |
| Neuperlach Süd ⊙                                     | Hp  | 1   | 17. Dez. 1977 | München-Giesing–Kreuzstraße                                                                                                  |    |    | S |                                                                                                 | Neuperlach                  |      |
| Obermenzing ⊙                                        | Hp  | 2   | 20. Nov. 1905 | München–Treuchtlingen |    |    | S |                                                                                                 | Obermenzing                 |      |
| Ostbahnhof ⊙                                         | Bf  | 12  | 15. März 1871 | München–Rosenheim München–Simbach München Ost–München Flughafen München Ost–Deisenhofen S-Bahn-Stammstrecke                  | FV | RV | S | bis zum 15. Oktober 1876 Haidhausen                                                             | Haidhausen                  |      |
| Pasing ⊙                                             | Bf  | 9   | 7. Okt. 1840  | München–Augsburg München–Buchloe München–Garmisch-Partenkirchen S-Bahn-Stammstrecke München-Pasing–München-Mittersendling    | FV | RV | S |                                                                                                 | Pasing                      |      |
| Perlach ⊙                                            | Bf  | 2   | 5. Juni 1902  | München-Giesing–Kreuzstraße                                                                                                  |    |    | S |                                                                                                 | Perlach                     |      |
| Riem ⊙                                               | Bf  | 3   | 1. Mai 1871   | München–Simbach |    |    | S |                                                                                                 | Riem                        |      |
| Rosenheimer Platz ⊙                                  | Hp  | 2   | 28. Mai 1972  | S-Bahn-Stammstrecke |    |    | S |                                                                                                 | Haidhausen                  |      |
| Siemenswerke ⊙                                       | Hp  | 2   | 25. Sep. 1966 | München–Lenggries |    | RV | S |                                                                                                 | Obersendling                |      |
| Solln ⊙                                              | Bf  | 2   | 1. Mai 1896   | München–Lenggries München-Solln–Großhesselohe Isartalbf                                                                      |    | RV | S |                                                                                                 | Solln                       |      |
| St-Martin-Straße ⊙                                   | Hp  | 2   | 26. Sep. 1971 | München Ost–Deisenhofen |    |    | S |                                                                                                 | Giesing                     |      |
| Trudering ⊙                                          | Bf  | 2   | 15. Okt. 1871 | München–Rosenheim |    |    | S |                                                                                                 | Trudering                   |      |
| Untermenzing ⊙                                       | Hp  | 2   | 11. Dez. 2005 | München–Treuchtlingen |    |    | S |                                                                                                 | Untermenzing                |      |
| Westkreuz ⊙                                          | Bf  | 2   | 31. Mai 1970  | München–Garmisch-Partenkirchen München-Pasing–Herrsching                                                                     |    |    | S |                                                                                                 | Aubing                      |      |

### Stillgelegte Stationen

#### Legende
- Station: In dieser Spalte befindet sich der Name der Station und ein Link zu einer Lagekarte der Station.
- Art: In dieser Spalte wird die Art der Station genannt. Folgende Angaben sind möglich:
  - Bf: Bahnhof
  - Bft: Bahnhofsteil
  - Hp: Haltepunkt
- Eröffnung: In dieser Spalte ist das Eröffnungsdatum der jeweiligen Station angegeben.
- Stilllegung: In dieser Spalte wird das Datum der Stilllegung des Bahnhofes erwähnt.
- Bahnstrecke: In dieser Spalte wird die Bahnstrecke an der der Bahnhof liegt aufgeführt.
- Anmerkungen: Hier sind Anmerkungen zur Geschichte des Bahnhofes angegeben.
- Stadtteil: In dieser Spalte ist der Stadtteil angegeben, in dem sich die Station befand.
- Bild: Hier befindet sich ein Bild, falls eines vorhanden ist.

#### Stationsübersicht
| Station              | Art | Eröffnung     | Stilllegung  | Bahnstrecke                                   | Anmerkungen | Stadtteil             | Bild |
| -------------------- | --- | ------------- | ------------ | --------------------------------------------- | --- | --------------------- | ---- |
| Freiham              | Bf  | 1. Juli 1903  | 31. Mai 1975 | München-Pasing–Herrsching                     | Wiedereröffnung PV am 14. September 2013 als Hp in veränderter Lage. Der Bf selbst bleibt wie bisher Betriebsbf. | Aubing                |      |
| Ingolstädter Straße  | Hp  | 1. Okt. 1948  | 14. Mai 1949 | Olching–München-Trudering                     | | Milbertshofen         |      |
| IGA-Park             | Hp  | 28. Apr. 1983 | 9. Okt. 1983 | München-Pasing–München-Mittersendling         | errichtet für die Internationale Gartenbauausstellung 1983                                                       | Sendling              |      |
| Isartalbahnhof ⊙     | Bf  | 12. Apr. 1892 | 31. Mai 1964 | München–Bichl                                 | | Sendling              |      |
| Margaretenplatz      | Hp  | 31. Juli 1960 | 1980         | München-Pasing–München-Mittersendling         | 1960 und 1980 vorübergehend für Sonderfahrten genutzt                                                            | Sendling              |      |
| Maria Einsiedel      | Hp  | 1892          | 1918         | München–Bichl                                 | | Thalkirchen           |      |
| Oberwiesenfeld       | Hp  | 1. Okt. 1948  | 14. Mai 1949 | Olching–München-Trudering                     | | Oberwiesenfeld        |      |
| Olympiastadion ⊙     | Bf  | 26. Aug. 1972 | 1. Aug. 1990 | Verbindungsbahn zum Nordring                  | | Milbertshofen/Moosach |      |
| Ost Rbf (Haltepunkt) | Hp  | 3. Okt. 1948  | 22. Mai 1971 | München Ost–München Flughafen                 | |                       |      |
| Prinz-Ludwigshöhe    | Hp  | 1. Mai 1893   | 31. Mai 1964 | München–Bichl                                 | | Thalkirchen/Solln     |      |
| Süd ⊙                | Bf  | 15. März 1871 | 1. Juni 1985 | München–Bichl München–Rosenheim               | heute nur noch Güterverkehr                                                                                      | Sendling              |      |
| Thalkirchen          | Bf  | 10. Juni 1891 | 31. Mai 1964 | München–Bichl                                 | bis 1989 Güterverkehr                                                                                            | Thalkirchen           |      |
| Zamdorf              |     | 11. Juli 1897 | 30. Mai 1959 | München–Simbach München Ost–München Flughafen | bis 1909 an der Strecke München–Simbach                                                                          | Zamdorf               |      |

## Bahnhöfe ohne Personenverkehr

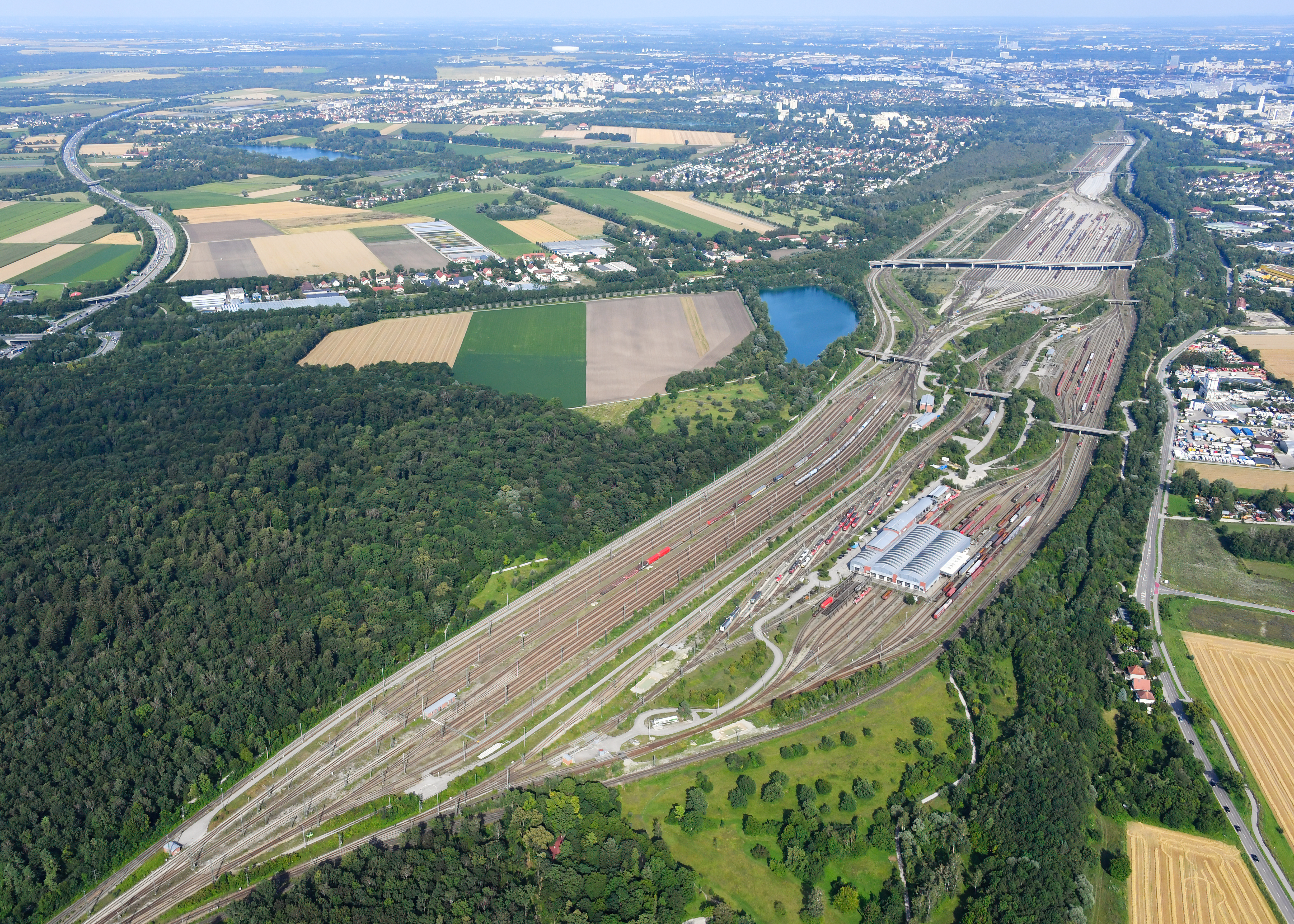
München Nord Rangierbahnhof

- Freiham (eröffnet am 1. Juli 1903)
- Freimann (eröffnet am 5. Juni 1909)
- Gaswerk Bf (eröffnet am 1. Januar 1946, stillgelegt in den 1950er bzw. 1960er Jahren)
- Laim Rbf (eröffnet am 1. Mai 1893)
- Milbertshofen (eröffnet am 1. Oktober 1901)
- Ludwigsfeld (ehemaliger Hilfsrangierbahnhof, eröffnet im August 1943, stillgelegt im Herbst 1991)
- Nord Rbf (eröffnet im Jahr 1991)
- Ost Rbf (eröffnet im Jahr 1921)
- Riem Ubf (eröffnet im Jahr 1992)
- Schwabing (eröffnet am 1. Oktober 1901, stillgelegt am 1. November 1987)
- Süd (eröffnet am 15. März 1871)
- Thalkirchen (eröffnet am 10. Juli 1861, stillgelegt 1989)